# Улица Декабристов (Казань)
Улица Декабристов (тат. Декабристлар урамы) — магистральная улица города Казани, главная ось Московского района. 
Улица Декабристов шестиполосная; протяжённостью около 4,5 км.
На улице Декабристов находится большое количество социально важных объектов инфраструктуры города Казани.

## Происхождение названия
Название «Кизическая» улица получила от Кизического Введенского монастыря, основанного в конце XVII века и издревле располагавшегося на описываемой улице.
Нынешнее название улицы дано в честь декабристов — русских дворян революционеров, организовавших вооружённое восстание против царя в декабре 1825 года. Многие декабристы в ссылку в Сибирь ехали через Казань, об этом оставлено немало воспоминаний. В городе существовал декабристский кружок.

## История

Большая дорога, вид на Кизический мужской монастырь и Кизическую слободу

Кизическая слобода и «Большая Дорога», XIX век.

«Большая Дорога» на карте 1839 года (обведена красным маркером)

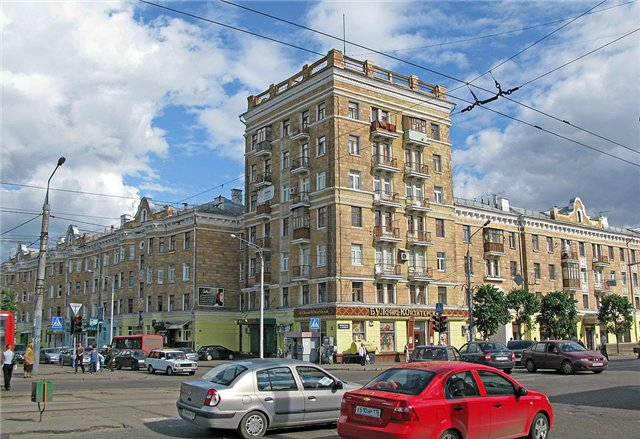
Пересечение улиц Декабристов и Гагарина

С 1826 года по дороге, ныне именуемой как улица Декабристов, проезжали транзитные тюремные обозы, в которых этапировались в места ссылки осужденные декабристы.
До 50-х годов XX века улица Декабристов именовалась жителями Казани как Большая Дорога, в то время как официально разные участки современной улицы попеременно называлась улица Козья (Большая Козья, в советское время Октябрьская) и улица Кизическая (Большая Кизическая).
В XIX веке Большая улица (ныне улица Декабристов) рассматривалась местными зажиточными людьми как идеальное место для строительства загородных усадьб, в результате чего возникла так называемая Удельная слобода.
К началу XX века небольшая застройка вдоль нынешней улицы была только в ближнем Центральном Заречье — в слободах Кизическая и Козья. После сооружения в 1930-х годах в удалённом посёлке Караваево Завода № 124 имени Серго Орджоникидзе в 1940-х годах в слободах Восстания и Удельной началось освоение под жилую многоэтажную застройку средней и северной частей осевой улицы нового, тогда Ленинского (ныне Московского), района.
В середине 30-х годов ХХ-го века по улице была проложена трамвайная линия для транспортного обеспечения вновь построенного Казанского авиационного завода.
Вместе с этим, улица, до конца 40- х годов XX-века не была замощена, в связи с чем в период дождей или весенне-осенней распутицы по дороге практически было невозможно проехать на автомобильном транспорте, что создавало значительное количество проблем у местного населения.
К 1948 году Большая Дорога уже была замощена асфальтовым покрытием и по ней был пущен первый в Казани троллейбусный маршрут с соответствующим номером, который связал удалённые районы Ленинского района Казани (Караваево, Авиационный завод и др.) с центром города.
Движение по улице Декабристов в те годы осуществлялось всего по двум полосам движения (по одной полосе в каждом направлении), и только в 1970-е годы улица была значительно расширена, получила шесть полос для движения транспорта (по три полосы в каждом направлении), которые были разделены трамвайной веткой, значительно поднятой над уровнем проезжей части.
В 1950—1960-е годы на улице Декабристов велось активное строительство домов в так называемом «Сталинском стиле», в результате чего часть улицы приближенной к Слободе Восстания практически вся выполнена в этом стиле. Однако большая часть улицы от пересечения с улицей Ленская до улицы Воровского — улица Декабристов выполнена в так называемом «Хрущевском стиле».
В 1970—1980 годы в районе нынешнего пересечения с проспектом Хусаина Ямашева, Кизической и Козьей слободы велось активное жилищно-социальное строительство. Одними из первый на данное улице были построены современные, в том числе и на настоящее время, жилые многоквартирные высотки, со строено-пристроенными нежилыми помещениями, предназначенными для организации торговли. Появились крупные магазины и социальные объекты, давшие неофициальные названия целым микрорайонам: «Дом обуви», «Издательство», «Молодёжный центр», «ДК Химиков», «Московский рынок», «кинотеатр „Костер“». Вдоль улицы стали строиться школы, детские сады, досуговые учреждения, такие как «дом юного Техника», Дворец Культуры Химиков (цех ПО «Органический синтез»), школа № 64, школа № 55, здание Учебно-производственного комбината Московского района Казани (ныне здание Федерального Арбитражного суда Поволжского округа на улице Правосудия).
В середине 1980-х годов на пересечении с проспектом Галимжана Ибрагимова уже стоял остов недостроенной многоэтажной гостиницы, который в 2000-х годах был полуразобран и преобразован в современный бизнес-центр «Ибрагимовский».
На пересечении с улицей Инженерная (ныне — Правосудия) было запланировано строительство многоэтажного здания, в котором должно было размещено УВД Московского района города Казани, долгие годы ютившегося в здании бывшего общежития на улице Восстания, для чего местность была расчищена от уже полуразрушенных бревенчатых жилых домов Кизической слободы. Однако данная стройка была заморожена.
К середине 90-х годов вся старая жилая застройка Кизической слободы была снесена, в результате чего было ликвидировано несколько малых улиц. Долгие годы снесенная Кизическая слобода являлась пустырем, который зарос кустарниками. В 2000-х годам территория Кизической слободы была освоена представителями современного бизнеса и на её территории были возведены здания автосалона «Транстехсервис», торгово-развлекательного комплекса «Тандем», многоэтажного офисного центра — штаб квартиры ОАО «Татспиртпром».
К 2000-м годам, территория Удельной слободы, как и в XIX веке, является местом застройки коттеджами, правда в большей части вдоль параллельных улицы Гагарина и улицы Академика Королёва.
В тех же 2000-х годах улица Декабристов была подвергнута тотальной реконструкции, связанной со строительством развязок с проспектом Ямашева, строительства метро и демонтажем трамвайных линий.

## Расположение
Улица Декабристов большей своей частью пролегает с юга на север на территории Московского района города. Улица начинается от Кремлёвской дамбы (пересечение с улицами Пролетарская) и, пройдя через всю территорию Московского района, заканчивается под железнодорожным мостом вливаясь в улицу Копылова (Авиастроительный район Казани). Таким образом, улица Декабристов связывает между собой четыре крупных района города Казани: Вахитовский, Московский, Кировский и Авиастроительный.
На отрезке от пересечения с улицей Пролетарская до пересечения с улицами Вахитова и Чистопольская, нечетная часть улицы Декабристов пролегает по территории Кировского района г. Казани. Фактически, в связи со строительством станции метро «Козья Слобода», нечетная часть улицы Декабристов пролегающая по территории Кировского района Казани сейчас представлена всего двумя домами № 1 и № 1"б". Остальные дома (в подавляющей части частный сектор) снесены.

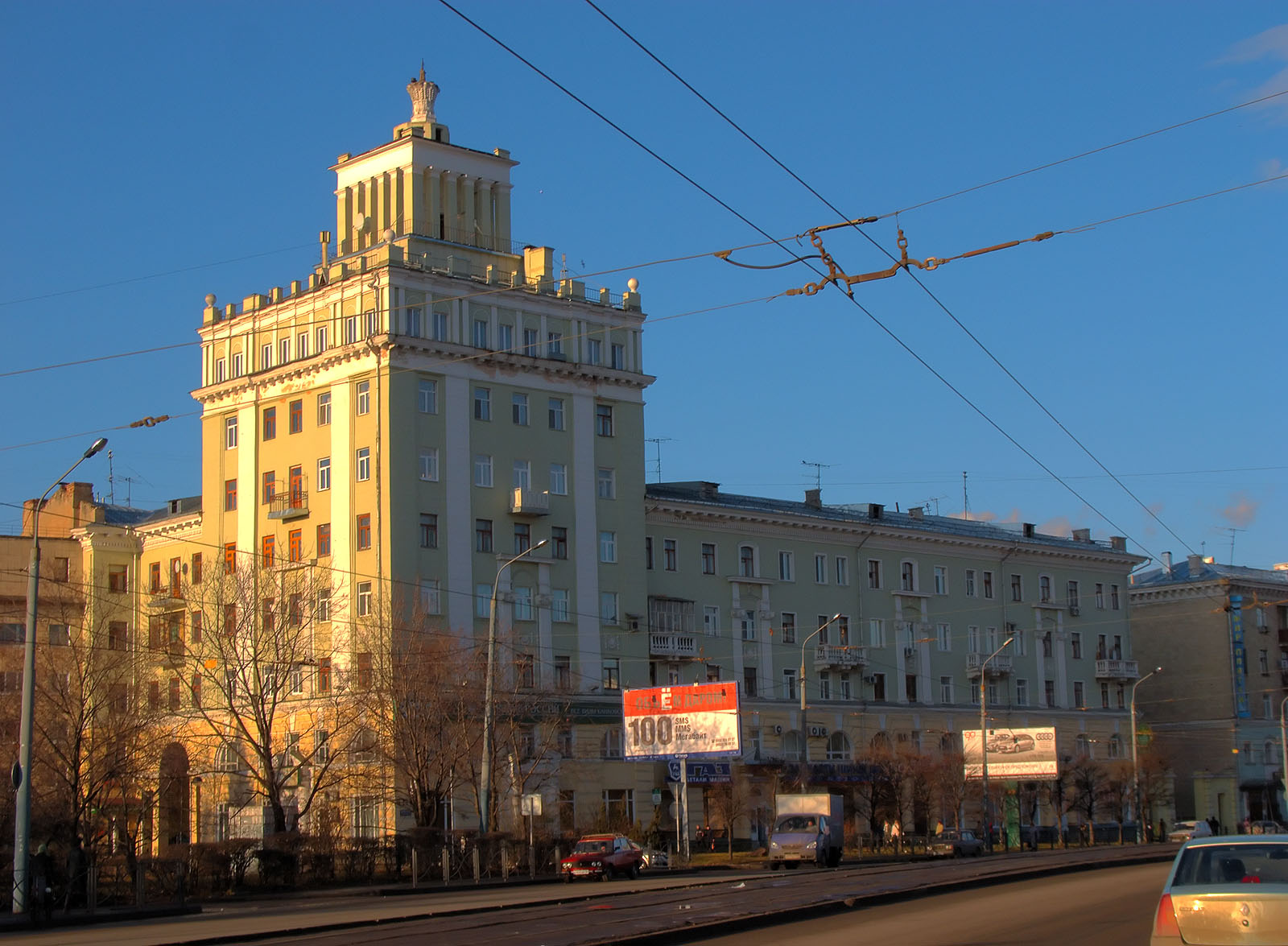
Сталинская высотка — дом 183 по ул. Декабристов

В средней части улицы находятся преимущественно дома сталинской постройки (см. иллюстрации статьи), в северной и частично средней — «хрущёвки», в южной и частично средней — более высотные жилые и прочие здания.

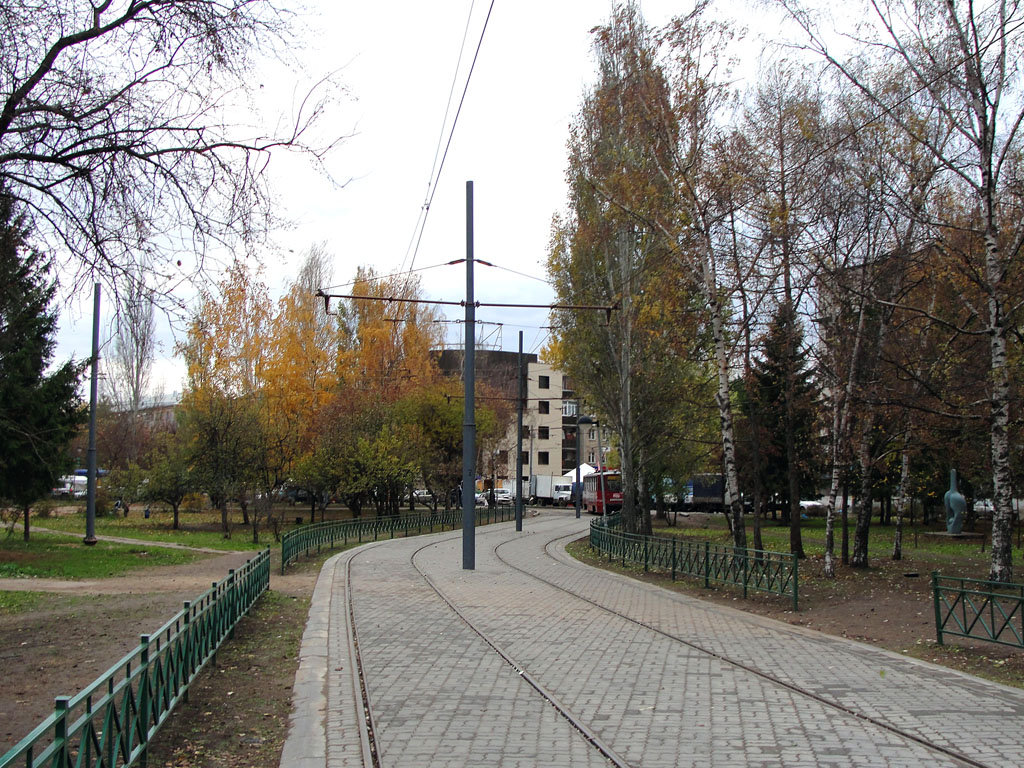
Сквер возле дома № 181, по нему проходит трамвайная линия

Вдоль улицы Декабристов располагаются 4 городские площади, из которых официальное название присвоено только первой:

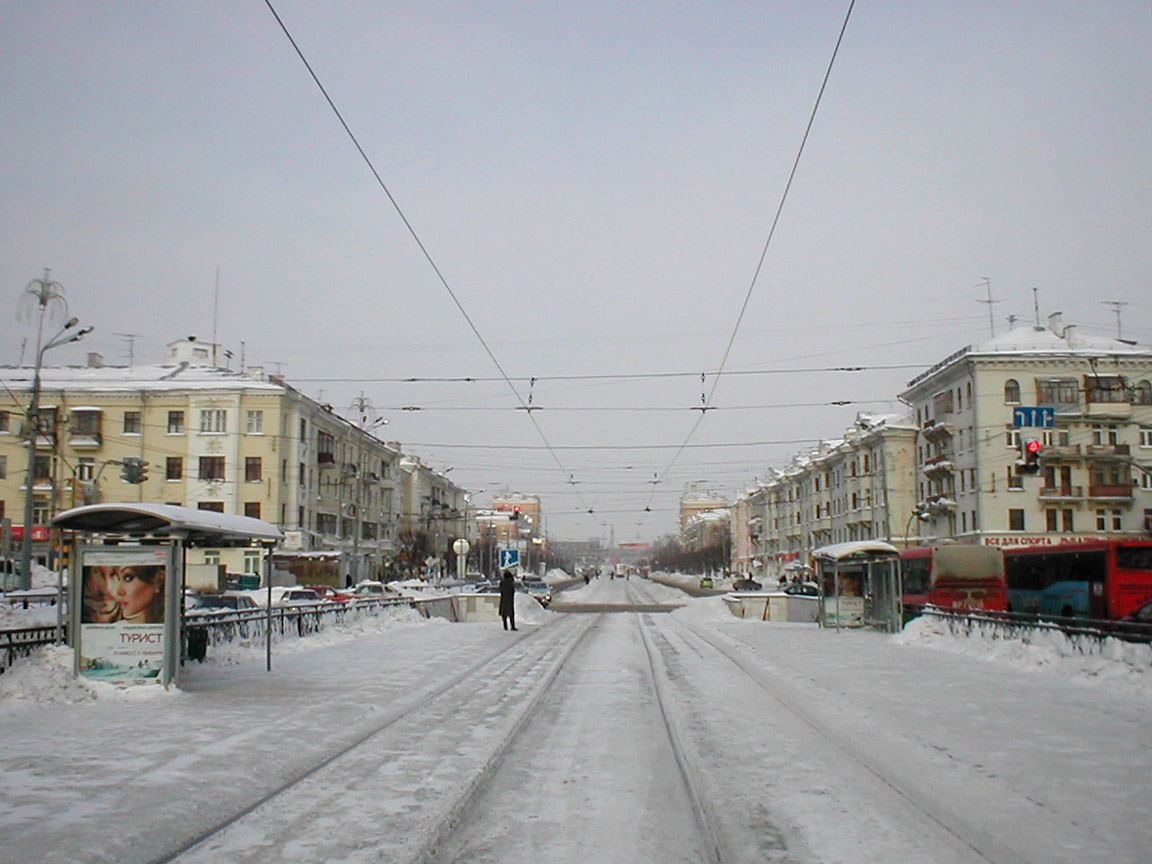
перекрёсток Декабристов/Восстания у площади Восстания с трамвайной остановкой и выходами из подземного перехода

- Восстания — на пересечении с улицей Восстания;
- Волгоградская — в районе Московского рынка;
- Чистопольская (Смоленская) — на пересечении с улицей Чистопольская;
- Молодёжная — перед банком «Ак Барс».

## Объекты, расположенные на улице Декабристов

### Кремлёвская дамба
Кремлёвская дамба (изначально — Кизическая дамба, позже Ленинская дамба) — инженерно-транспортное сооружение, соединяющее левый и правый берега реки Казанки в черте города Казани. В состав дамбы входит собственно дамба (по которой проложена проезжая часть улицы Декабристов) и Кремлёвский мост через реку Казанка.

### Парк «Кырлай»
Парк «Кырлай» (бывшее название — Парк «Шурале») находится в начале улицы Декабристов, сразу после Кремлёвской дамбы и пляжа. Парк был организован в конце 1990-х гг. Парк фактически стал главным городским парком развлечений, имея большее количество современных аттракционов и большую популярность, чем Центральный парк культуры и отдыха им. Горького.

### Полиграфическо-издательский комплекс «Идел-Пресс»
Полиграфическо-издательский комплекс «Идел-Пресс» (бывшее и обиходное название — Издательство) — является самым крупным полиграфическим предприятием Поволжья. В производственном корпусе расположены газетный цех, цех офсетной листовой и рулонной печати, брошюровочный и книжный цеха (Комплекс зданий по адресу: Декабристов, д.2). В 2012 году был проведен ремонт фасада здания, на вывеске здания написано «Татмедиа».

### Монумент воинам-интернационалистам
Возле здания Издательства «Идел-Пресс» расположен монумент Воинам-Интернационалистам.

### Банк и молодёжный центр «Ак Барс»
На пересечении улиц Декабристов и М. Вахитова (Малого Казанского кольца) находится Молодёжный центр, который был построен в 1977 году по проекту архитектора «Татгражданпроекта» М. Хайруллина, инженеров Р. Забирова и Е. Серебренникова. Был средоточием культурной, творческой, спортивной жизни казанской молодёжи 80-х годов, а также городского клуба любителей кино. С начала 1990-х гг. большая часть здания стала штаб-квартирой крупнейшего республиканского банка «Ак Барс банк», небольшая часть после спонсорского ремонта банком в 2002 году — Молодёжным центром «Ак Барс» (Комплекс зданий по адресу: Декабристов, д.1). Перед комплексом зданий разбит сквер с фонтанами.

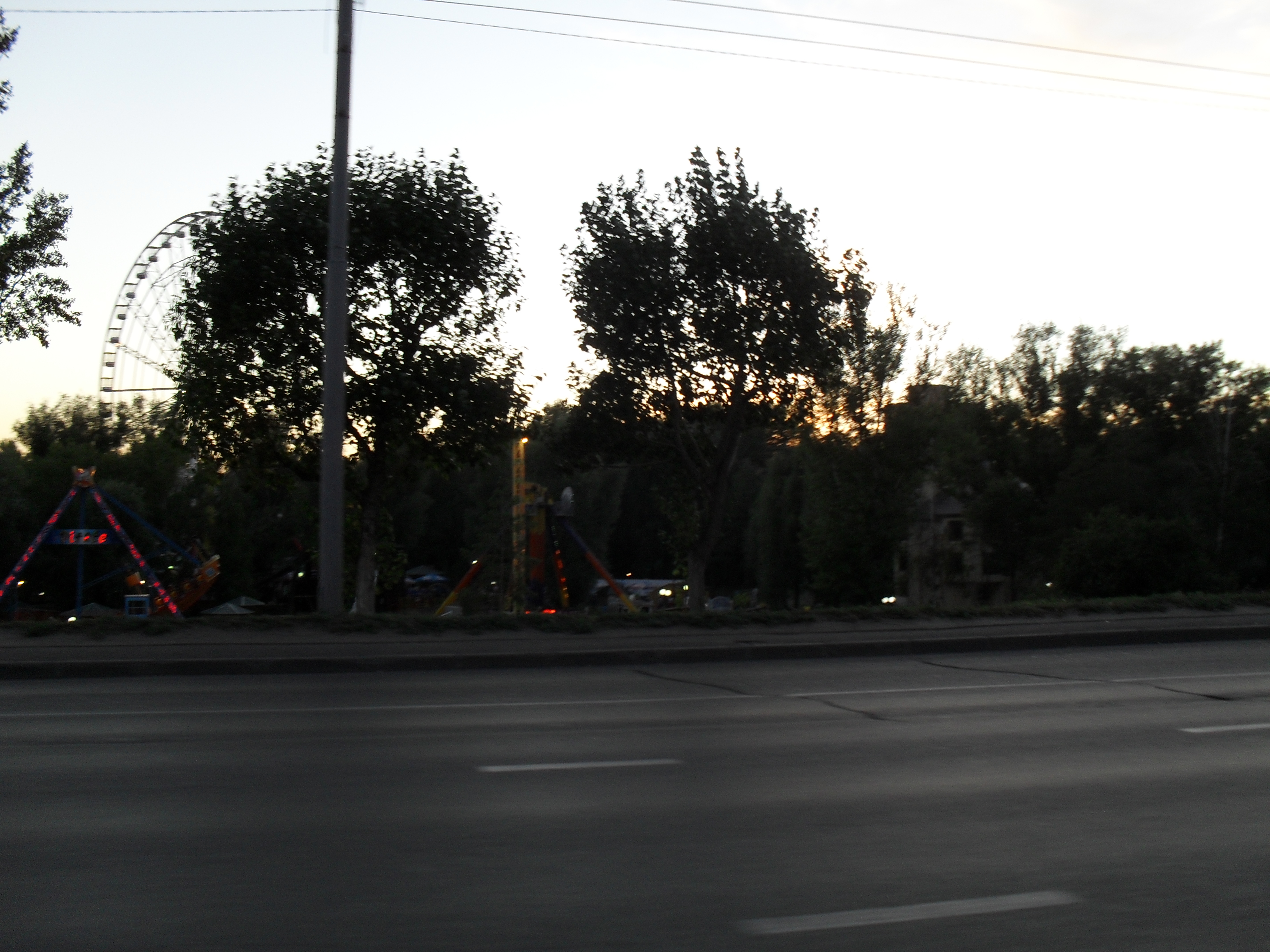
Парк Кырлай (Шурале)
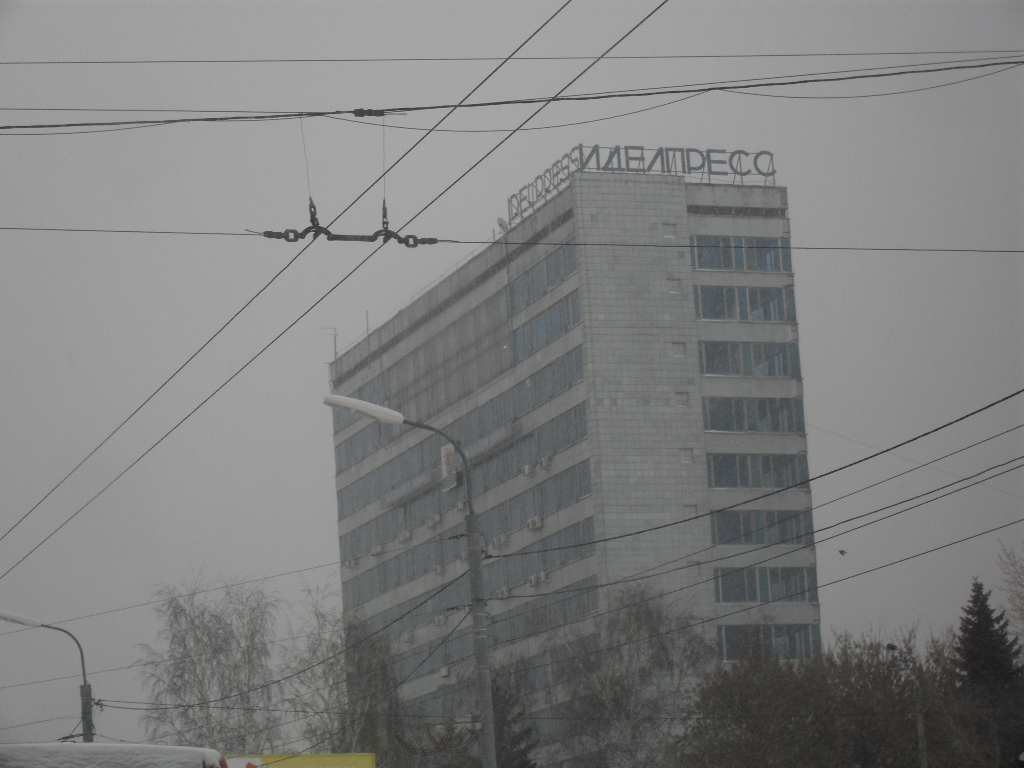
Здание Издательства «Идел-Пресс»
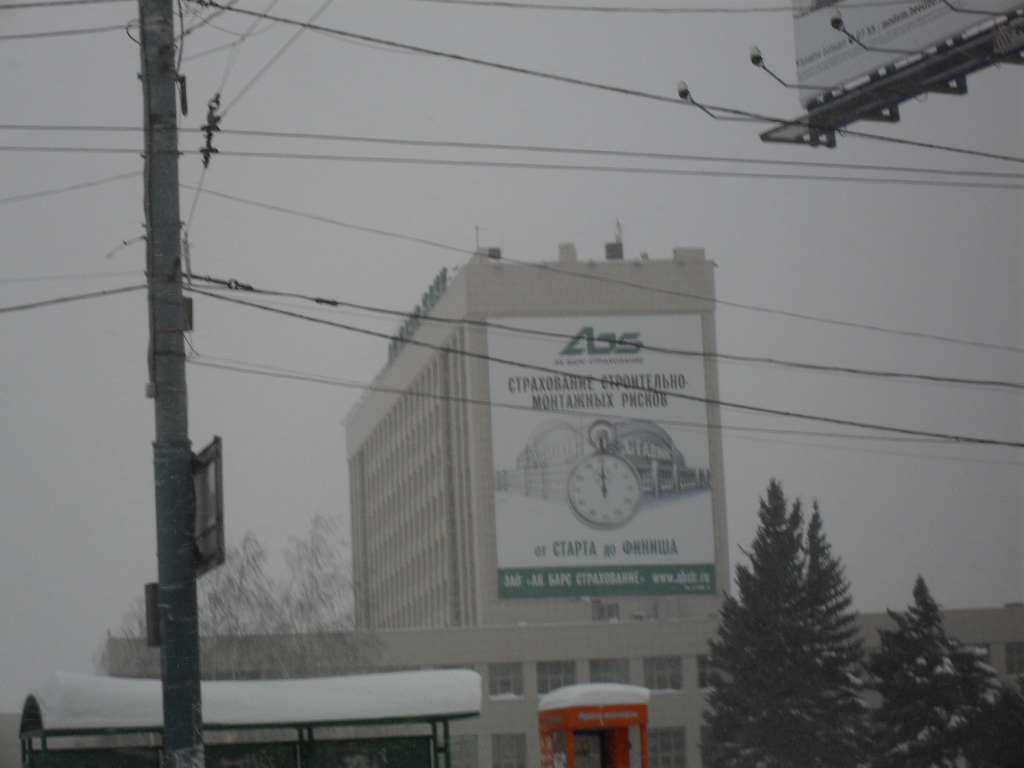
Здание Ак Барс банка

### Банк «БТА-Казань» и бизнес-центр «Ибрагимовский»
На стрелке-пересечении улицы Декабристов и проспекта Ибрагимова находится комплекс зданий банка «БТА-Казань» и бизнес-центра «Ибрагимовский», перестроенных в начале 2000-х годов из недостроенных корпусов для новой гостиницы, которые были на протяжении трёх десятилетий одним из главных городских долгостроев, привлекающих самоубийц.

### Торгово-развлекательный комплекс «Тандем»
Торгово-развлекательный комплекс «Тандем» — один из крупнейших в Поволжье и наиболее крупных в городе мегамоллов, построенный в начале 2000-х гг. (Декабристов-Ибрагимова). В молле располагается в том числе гипермаркет федеральной торговой сети «Карусель». Перед моллом организован большой автопаркинг.

### Кизический Введенский монастырь
Кизический Введенский монастырь — православный мужской монастырь, основанный в 1691 году в городе Казани (Декабристов, д.98).

### Сосновая роща
Сосновая роща (обиходное название — Парк ДК Химиков,  бывшее до 1970-х гг официальное название — Детский парк) — лесопарковая зона, раскинувшая свою территорию в самом центре Московского района Казани (Декабристов, 100 «а»/1). В XIX веке территория парка относилась к Кизическому мужскому монастырю. В парке много прогулочных дорожек и густых зелёных насаждений. В советское время в парке располагалось несколько стационарных аттракционов, в основном каруселей. В настоящее время сохранились фундаменты и, частично, их ограждения. Позади от ДК Химиков устроена небольшая детская площадка и периодически располагаются передвижные аттракционы и зоопарки, а также районная новогодняя ёлка.

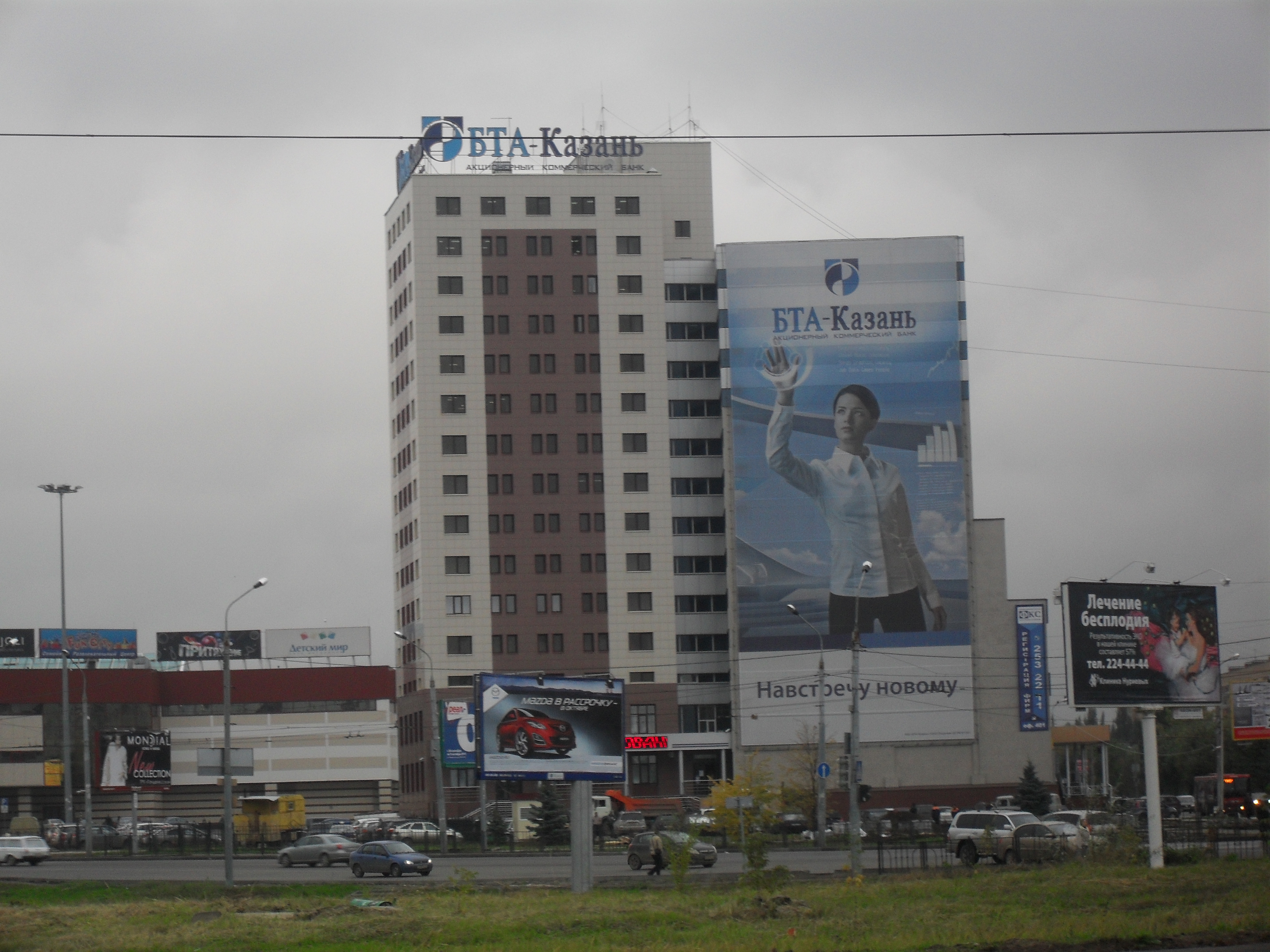
Здание БТА-Банка
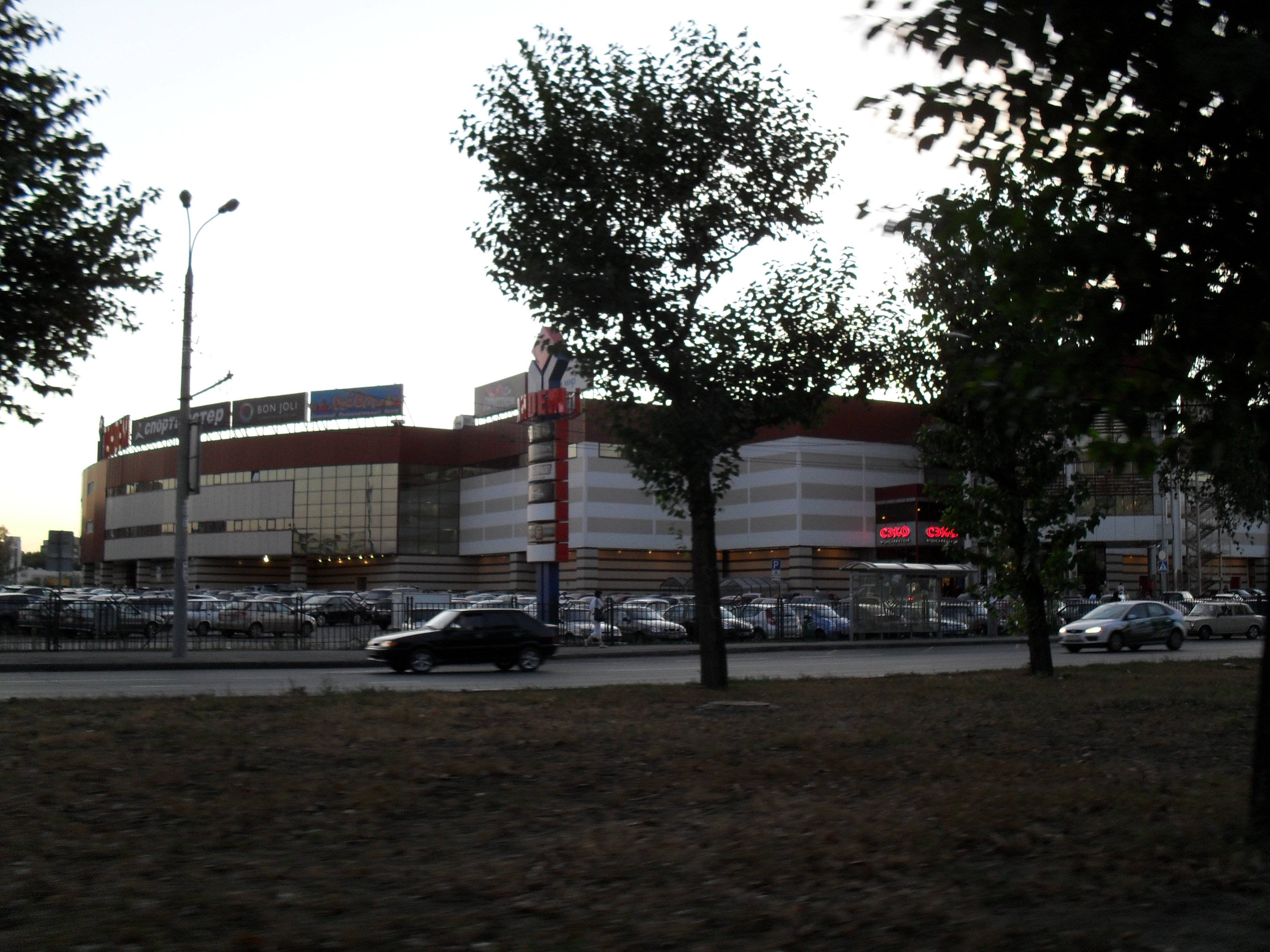
ТРК «Тандем» (вид со стороны пр. Ибрагимова)
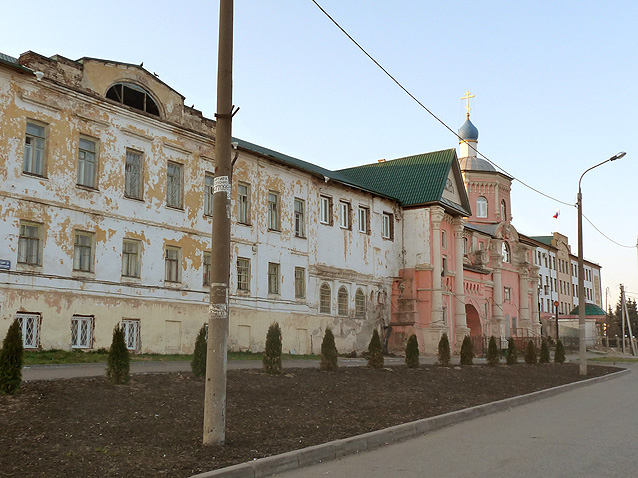
Кизический Введенский монастырь
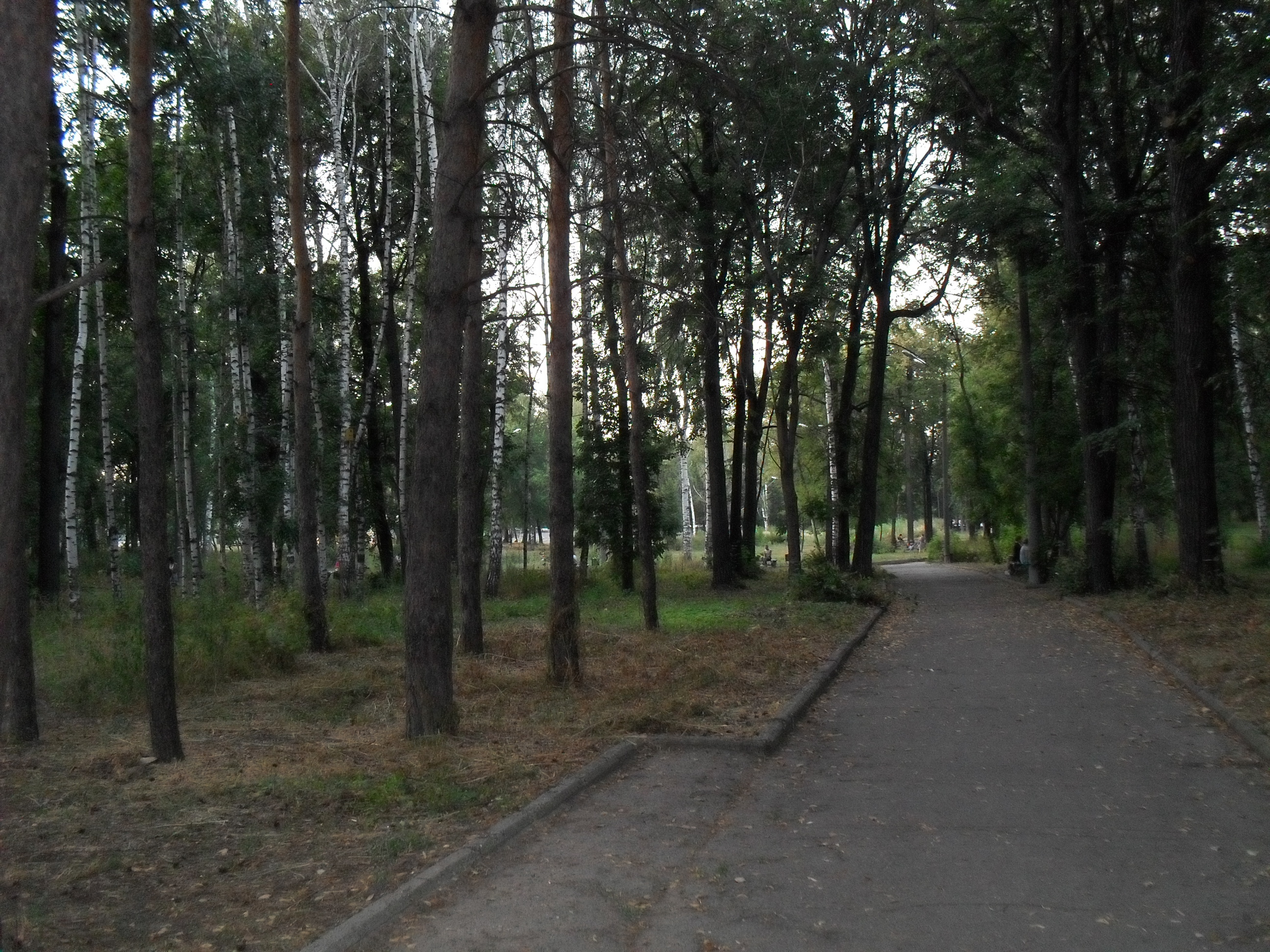
Лесопарковая зона парка ДК Химиков

### ДК Химиков
Дворец Культуры Химиков — культурно-досуговый центр, в котором находится в том числе кинозал «Органик», а также периодически проводятся торгово-выставочные мероприятия. Расположен у развязки Декабристов-Ленская-Ямашева — пересечении с (Большим Казанским кольцом (Декабристов, д.100 «а»/1).

### Мечеть «Аль-Ихлас»
«Аль-Ихлас» — действующая мечеть Казанского мухтасибата Духовного управления мусульман Республики Татарстан. Возведена в 2000-х годах на территории бывшей котельной Миргазияном Салаватовым (первый Имам мечети) после длительного процесса получения различного рода разрешений. Минарет мечети построен из вытяжной трубы, выложенной из красного кирпича, а основное помещение — здание бывшей котельной. (Декабристов, дом 111)

### Московский рынок
Московский рынок г. Казани — построенный в 1970-х годах комплекс по обслуживанию широких слоев населения северной заречной части города Казани и пригородов (Декабристов-Ш. Усманова).

### Транзитный вокзал
В конце улицы Декабристов после пересечения с улицей Воровского к проведению Универсиады-2013 планируется открытие нового Транзитного железнодорожно-автобусного вокзала на базе существующей станции электропоездов «Восстание-пассажирская» и цоколя недостроенного здания нового вокзала, корпус которого был на протяжении трёх десятилетий одним из главных городских долгостроев, а к 2011 году снесён для постройки на этом месте здания вокзала в другом виде.

### Прочие
- № 19, 83, 85, 87, 160, 162, 164/91, 166, 168, 170/12, 174, 176, 178/2, 199 — жилые дома моторостроительного завода.[23][24][25][26]
- № 96 — жилой дом треста банно-прачечного хозяйства (снесён).[27]
- №№ 104, 131, 150 — жилые дома управления строительства «Теплоэнергострой-2».[28][29]
  - № 131 — в этом доме располагался жилищно-коммунальный отдел управления строительства «Теплоэнергострой-2».[30]
- №№ 106а, 106б — жилой дом управления «Татагропромстрой».[29][31]
- № 109 — жилой дом издательства Татарского обкома КПСС.[32]
- № 112 — жилой дом фабрики цветочных изделий.[33]
- № 114 — жилой дом треста «Казаньхимстрой».[34]
- № 117, 119, 121 — жилые дома КЭЧ Казанского района.[35][36][37]
- № 156 — бывшее общежитие треста «Казаньхимстрой».[24]
- № 158/45 — жилой дом вертолётного завода.[23][38]
- №№ 166, 168, 170/12, 174, 176, 178/2 —  дома «жилплощадки завода им. Орджоникидзе» (1942–1943 гг.).[39]
- № 172/1 ― здание церковно-учительской школы[тат.].
- №№ 178а, 189, 191/93, 193/26б, 195, 197 — жилые дома авиазавода.[23][40][41][42]
- № 179 — жилой дом треста «Гидроспецстрой».[43]
- № 181 — жилой дом Казанского отделения института «Электропроект».[29]
- № 183 — жилой дом мелькомбината.[29][44]
- № 185/47 — жилой дом завода радиокомпонентов.[23][45]
- № 187/42 — жилой дом фабрики № 8.[46]

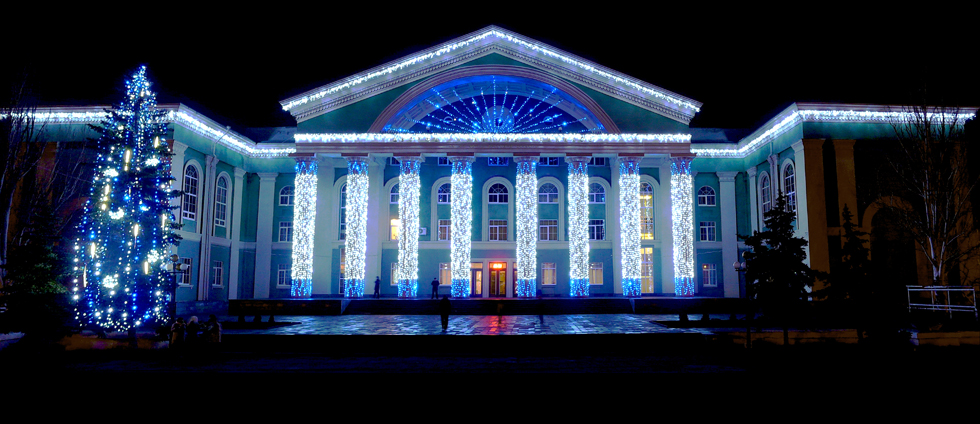
ДК Химиков
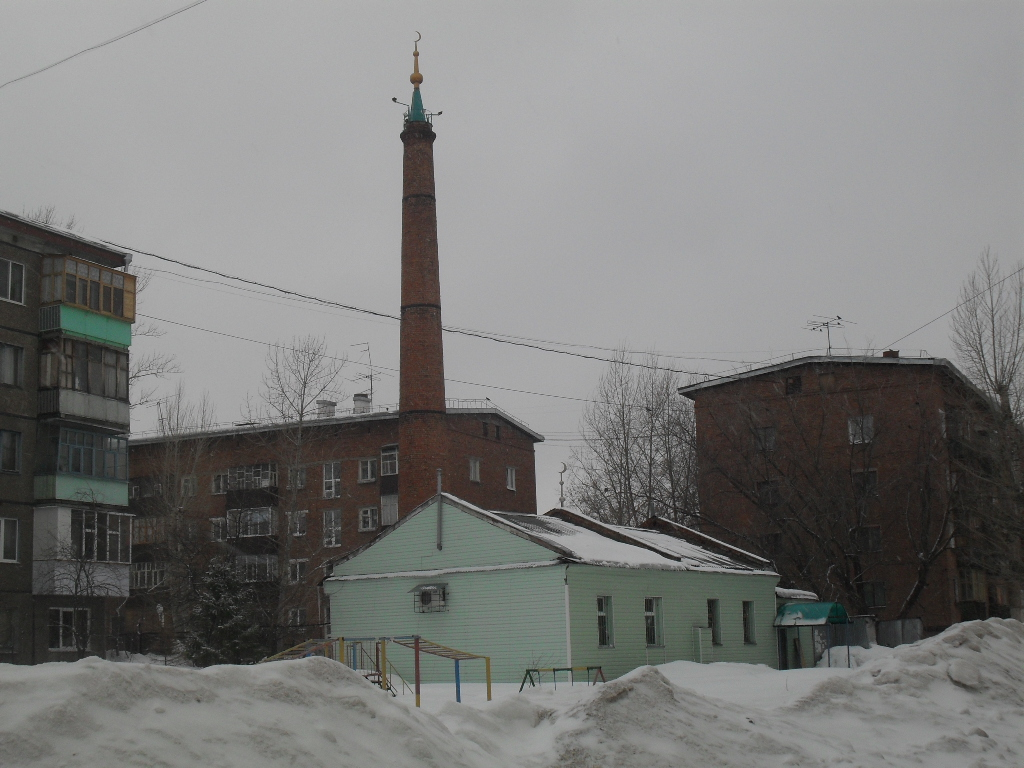
Мечеть «Аль Ихлас»
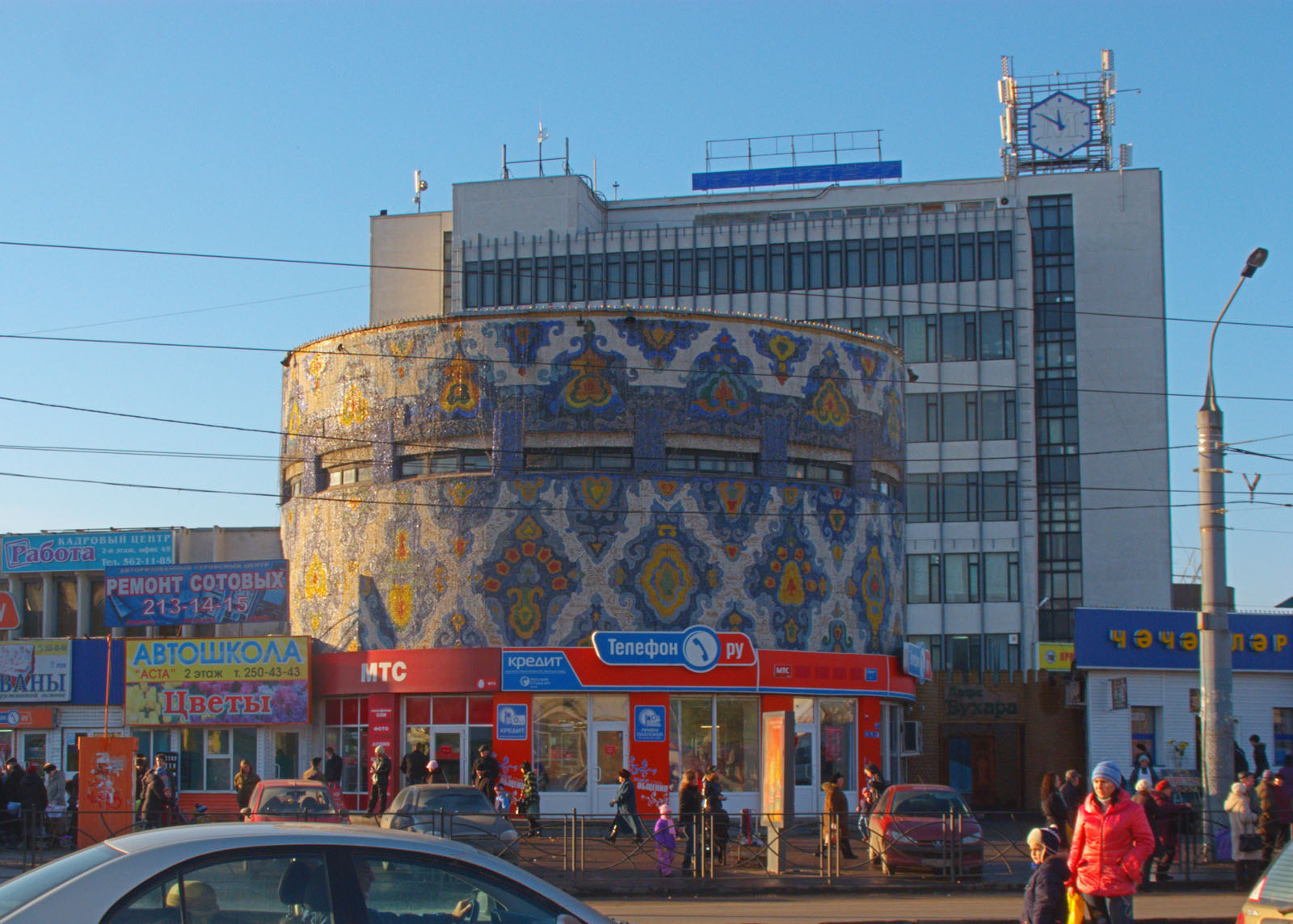
Здание «Тюбетейки» на Московском рынке г. Казани

## Общественный транспорт
По улице Декабристов проложено большое количество автобусных, троллейбусных и трамвайных маршрутов

С декабря 2010 года на улице Декабристов также стало доступно метро.

### Автобус
В 1926 году по Кизической (Хижицкой) дамбе и далее по Большой дороге (улица Декабристов) до слободы Восстания был пущен первый в городе автобусный маршрут. В дальнейшем количество маршрутов автобусов и маршрутных такси на улице возросло до нескольких десятков. Однако в ходе транспортной реформы, проведенной в Казани в 2007 году, количество автобусных маршрутов было во много раз уменьшено.

### Трамвай
Трамвайная линия на улице Декабристов была проложена для маршрута № 9 в 1933 году от Кремля и Ленинской дамбы до площади Восстания, а в 1937 году она была продлена далее на север до территории авиазавода имени Орджоникидзе (ныне КАПО имени Горбунова).
От пересечения с проспектом Хусаина Ямашева на север (в сторону КАПО им С. П. Горбунова) также были пущены трамваи маршрута № 13 (с 1979 года), а на юг в сторону железнодорожного вокзала действовали трамваи маршрута № 14 (1980—2009 годы), встречных кольцевых маршрутов № 20 и № 21 (1999—2008 годы, до ликвидации трамвайной линии в центре Казани) и маршрута № 19 (2008—2009 годы). В настоящий момент, трамвайные рельсы на пересечении с проспектом Х. Ямашева, пущены под улицей Декабристов (под эстакадой) и проходят по улице Ленская до пересечения с улицей 2-я Юго-Западная, где соединяются с веткой, по которой уже ходит трамвай 9-го маршрута.
До 2010 года трамвайные рельсы пролегали по всей длине улицы Декабристов. Однако, летом-осенью 2010 года пути с части улицы от Кремлёвской дамбы до пересечения с улицей Шамиля Усманова (как и на самой дамбе) были демонтированы (в результате чего ширина проезжей части была расширена до четырёх полос в обоих направлениях), а маршрут № 9 стал ходить в центр по новой линии через Кировский район, следуя через улицы Энергетиков и Большая Крыловка.
Маршруты № 13 и 14 были временно закрыты в 2009 году в связи со строительством двухуровневой развязки на пересечении улиц Ленская-Декабристов-Проспект Ямашева, их возобновление (№ 14 также через Кировский район) ожидается осенью 2011 года.

### Троллейбус
В 1948 году из центра города через Ленинскую дамбу и на всем протяжении улицы Декабристов была проложена первая в городе троллейбусная линия с маршрутом № 1.
На северной части этой линии также стали ходить маршруты: от улицы Тверской — № 3 (с 1953 года), до улицы Волгоградской — № 5 (с 1964 года) и № 13 (с 1993 года). Маршруты № 3 и 5 ликвидированы в начале XXI века.
По южной и средней части линии от Ленинской дамбы до улицы Восстания по встречным направлениям пошли с 1960 года кольцевые маршруты № 4а и 4б, ставшие с 1990 года № 10 и 4. Также, по южной части линии пошли маршруты: до ДК Химиков — односторонний кольцевой № 17 (с 2002 года), до улицы Чистопольская — № 17 (с 2002 года) и № 19 (в 2007—2008 годах).

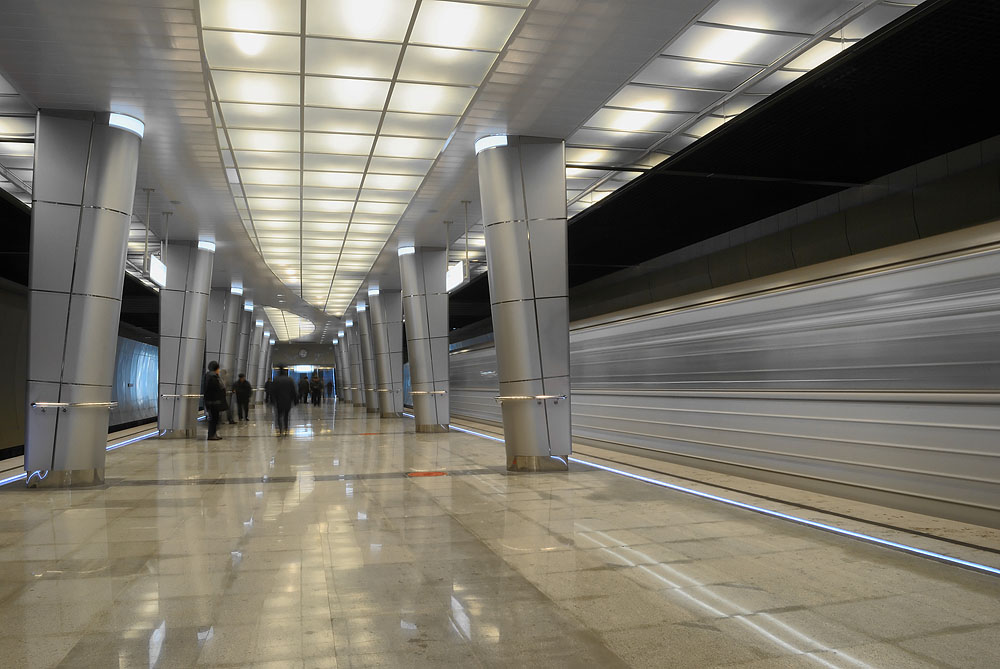
Станция «Козья Слобода»

### Метро
Вдоль всего протяжения улицы проходит Центральная линия Казанского метрополитена
30 декабря 2010 года открылась станция метро «Козья Слобода». 9 мая 2013 года на улице также открылись станции метро «Яшьлек» (на пересечении с Волгоградской улицей) и «Северный вокзал» (возле вокзала станции «Восстание-Пассажирская»).

## Транспортный трафик
Улица Декабристов начинается с Кремлёвской дамбы (основной въезд в Московский район города), пересекает Большое Казанское кольцо и Малое Казанское кольцо и заканчивается путепроводом (магистраль проходит под железнодорожными путями) после улицы Воровского (основной въезд в Авиастроительный район города).
Несмотря на положение важнейшей городской транспортной магистрали и наличие оживлённых перекрёстков и остановок всех видов транспорта, улица (как и весь город) долгое время была обделена подземными переходами. В начале 1970-х годах на пересечении с улицей Восстания был построен такой переход, остававшийся почти в течение двух десятилетий одним из двух в городе и в течение почти четырёх десятилетий единственным на улице. В 2011 г. открылись все 4 входа при станции метро «Козья слобода», которые одновременно являются и 2 подземными переходами, а к 2013 г. будут сооружены подземные переходы у станций метро «Декабристов» и «Московская».
По состоянию на конец 2012 года улица Декабристов временно утратила свой магистральный статус из-за глобальных строительных работ, проводимых на данной улице:
- В течение 2010 года улица Декабристов была полностью перекрыта на пересечении с проспектом Хусаина Ямашева и улицей Ленская, в связи со строительством двухуровневой развязки. Улица Декабристов в этом месте разблокирована в конце декабря 2010 года в связи с окончанием строительства[56][57][58][59].
- В связи со строительством центральной линии Казанского метрополитена с середины 2010 года по июль 2013 года улица Декабристов на отрезке от пересечения с улицей Тверская до пересечения с улицей Волгоградская перекрыта. Движение сначала осуществлялось всего по двум полосам (по одной в каждом направлении)[60][61]. Общественный транспорт с улицы Декабристов сначала перенаправлялся на улицу Волгоградская. С лета 2011 года движение транспорта на данном участке осуществлялось по обводной асфальтированной дороге, проложенной вдоль жилых домов № 108, 112, 114 по улице Декабристов, по которой было возобновлено сквозное движение общественного транспорта (автобусы (49 маршрут) и троллейбусы (4 и 10 маршруты)). Обводная дорога вливалась в улицу Волгоградская чуть восточнее прежнего пересечения. С января 2012 участок улицы Декабристов от ул. Тверская до ул. Ш. Усманова был полностью заблокирован, троллейбусы перенаправлены на ул. Ибрагимова, проезд автотранспорта возможен только дворами. За один день до открытия Универсиады в Казани, для движения был открыт ранее перекрытый участок проезжей части в новом реконструированном виде — 8 полос для движения транспорта.
- В связи со строительством станции метро «Козья Слобода» и связанными с ней подземными переходами, движение транспорта по улице Декабристов от пересечения с улицей Солдатская до пересечения с улицами Вахитова-Чистопольская-Ибрагимова до осени 2011 г. осуществлялось через суженные полосы, проложенные в обход огороженной бетонным забором территории строительства[62][63]. После окончания строительства в районе остановки «Милодежный центр» проложена дорога для направления движения в Ново-Савиновский район на ул. Чистопольская.
- В связи со строительством казанского метро, проезжая часть улицы Декабристов в районе пересечения с улицей Восстания (напротив дома 185 по улице Декабристов) с 21.03.2011 года была сужена с трёх до одной правой полосы (в направлении к улице Шамиля Усманова). Трамвайные рельсы переложены. Также построена временная объездная дорога у дома 183 (из-за строительства водоотливной установки). Помимо этого, у домов 182—184 тоже сделана временная объездная дорога, на этот раз из-за строительства входов на ст. метро «Московская». Трамвайное движение осуществляется по однопутной системе, режим проезда контролируется диспетчерами.

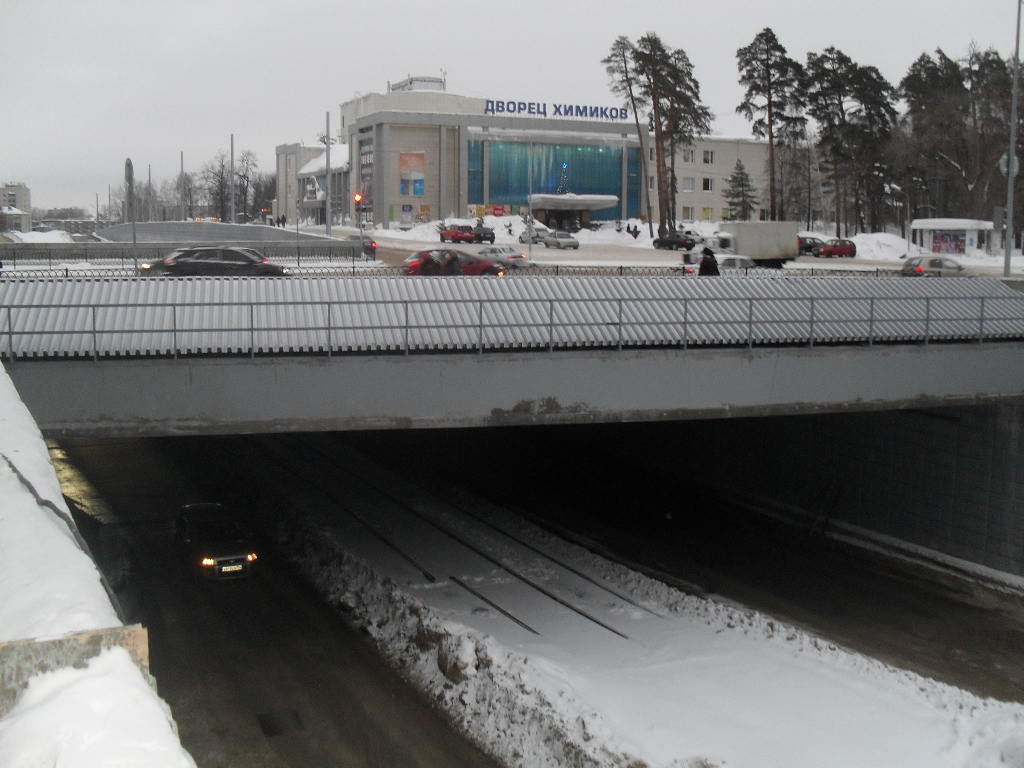
Развязка Декабристов-Ямашева-Ленская (вид со стороны ул. Ленская)
Зона строительства перехода. Перекрёсток улиц Декабристов, Ибрагимова, Чистопольская, Вахитова
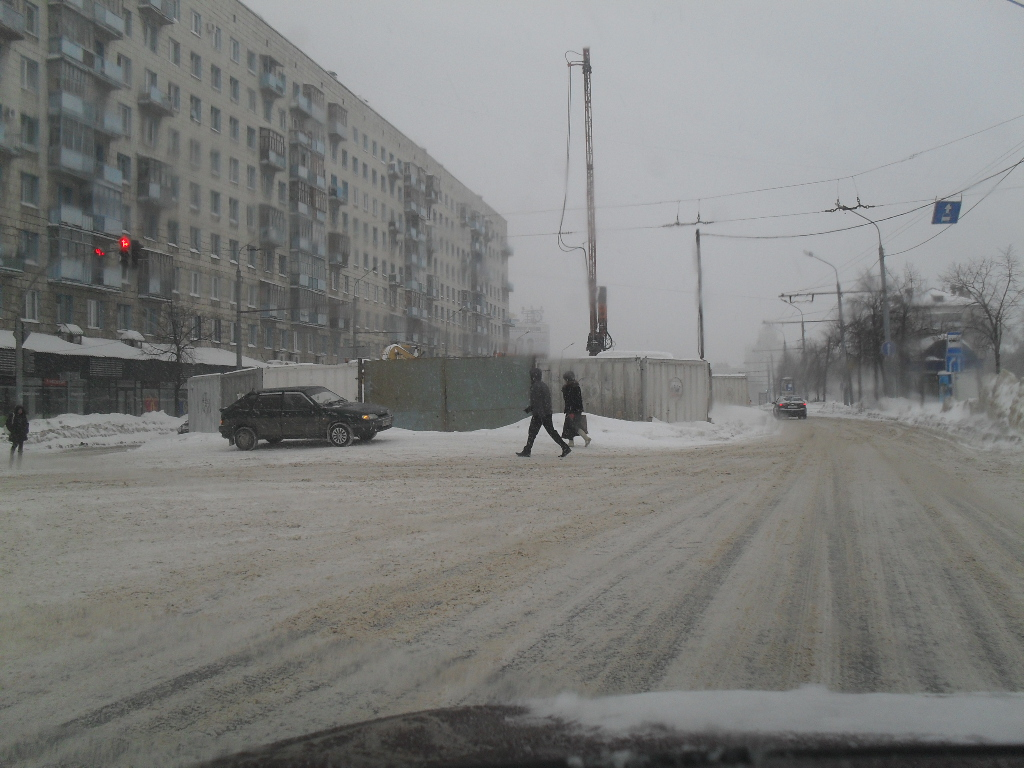
Перекрёсток улиц Декабристов-Тверская (центр улицы Декабристов закрыт из-за строительства метро
Обводная дорога ул. Декабристов

## Известные жители
В разное время на улице проживали Герой Социалистического Труда Александр Коваль (дом № 127), народный художник РФ Ильдар Зарипов и художник Эрнест Дышаев (№ 10), математик Билсур Габдулхаев, народная артистка РТ Асия Галеева (оба в доме № 113), литературовед Резеда Ганиева, писатель Бруно Зернит, проректор КГУ Ярослав Заботин (№ 193), писатель Фанзаман Баттал(№ 102), переводчик Яхья Халитов (№ 129), писатель и автор песен Мунип Газар (№ 8), народный артист ТАССР Гали Надрюков (№ 115), руководитель вычислительного центра КГУ Владимир Булыгин (№ 184).